# Gabriel Matzneff
Gabriel Matzneff (n. 12 august 1936, Neuilly-sur-Seine, Seine, Franța) este un scriitor francez.
Autor prolific, cu aproximativ cincizeci de lucrări publicate, a primit câteva premii literare, printre care premiile Mottart și Amic ale Academiei Franceze, în 1987, respectiv 2009, precum și premiul Renaudot pentru eseu în 2013.
În timp ce a descris, în unele dintre cărțile sale, deschis autobiografice, relațiile sale sexuale cu copii și adolescenți tineri, el a beneficiat de susțineri importante, în special în sfera literară și mediatică, rămânând totuși relativ necunoscut pentru marele public.
La sfârșitul anului 2019, anunțul publicării cărții „Consimțământul”, o mărturie a Vanessei Springora, care avea 14 ani când scriitorul a început să aibă relații sexuale cu ea, a declanșat o polemică privind ceea ce a fost perceput ca o formă de toleranță din partea mediilor culturale, politice și mediatice față de scriitor. Acest eveniment, urmat de alte mărturii și dezvăluiri, a dus la deschiderea a două proceduri judiciare împotriva sa, precum și la oprirea comercializării operelor sale de către editurile care îl publicau (Gallimard, La Table Ronde, Léo Scheer, Stock, Payot, Jean-Claude Lattès).
O anchetă a publicației Libération, publicată în iunie 2024, a dezvăluit că el a fost acuzat că a făcut parte dintr-o rețea de pedocriminalitate formată din mai multe personalități în anii 1970 și 1980. Faptele au făcut obiectul unei anchete judiciare.

## Biografie

### Familie, tineret și educație
Gabriel Matzneff este fiul lui Nicolas Matzneff (1904–1963), un emigrant rus care a ajuns în Franța după 1917, și al lui Eugénie Polak (1900-1988), o evreică rusoaică care a fost deportată în 1944. Provenind dintr-o familie ortodoxă, a fost crescut în tradiția creștin-ortodoxă, influențat de cultura rusă și de exilul strămoșilor săi. Pe site-ul său web se menționează: „Părinții săi au divorțat când el avea șase luni; în viața lui nu i-a văzut niciodată în aceeași cameră și a fost adesea despărțit de sora sa Alexandra și de frații săi André și Nicolas. O copilărie marcată de oscilații între dreapta și stânga, întunecată de rupturile familiale și război. O copilărie despre care păstrează amintiri foarte dureroase.”
Familia l-a crescut într-un mediu cultural rafinat: părinții săi ar fi cunoscut pe Léon Chestov și Nicolas Berdiaev, unde a descoperit literatura și religia. După ce a petrecut un an la Gerson (1943–1944) și doi ani la Saint-Louis-de-Gonzague (1944–1946), a fost înscris la școala Tannenberg (1946–1952), apoi la liceul Carnot, începând din 1952. În 1954 a început studii de literatură clasică și filosofie la Sorbona. După ce și-a făcut serviciul militar în Algeria, în perioada 1959–1960, Gabriel Matzneff s-a întors la Paris în 1961, s-a înscris la secția de limba rusă a Institutului de limbi orientale și a început o carieră de jurnalist.
În iunie 1957, l-a întâlnit pe Henry de Montherlant și a rămas pentru el un prieten, în ciuda unor neînțelegeri, până la sinuciderea acestuia, pe 21 septembrie 1972. În noaptea dintre 21 și 22 martie 1973, a împrăștiat cenușa lui Montherlant împreună cu executorul testamentar al acestuia, Jean-Claude Barat, pe Forumul Roman și în fluviul Tibru.
A început să țină jurnalul personal pe 1 august 1953, dar l-a publicat abia din 1976. În primul volum, și-a descris fața ca pe cea a unui „refuzant”, adept al unei practici individualiste, opusă moravurilor moderne. Francez de origine rusă și pederast, în adevăratul sens al cuvântului, adică amator de băieți tineri, fără să renunțe însă la femei sau la fete tinere, se simțea „puțin metic”, oarecum exclus: „Eram Athos”, scria el, „marele nobil misantrop, secret, diferit…”.

### Carieră literară

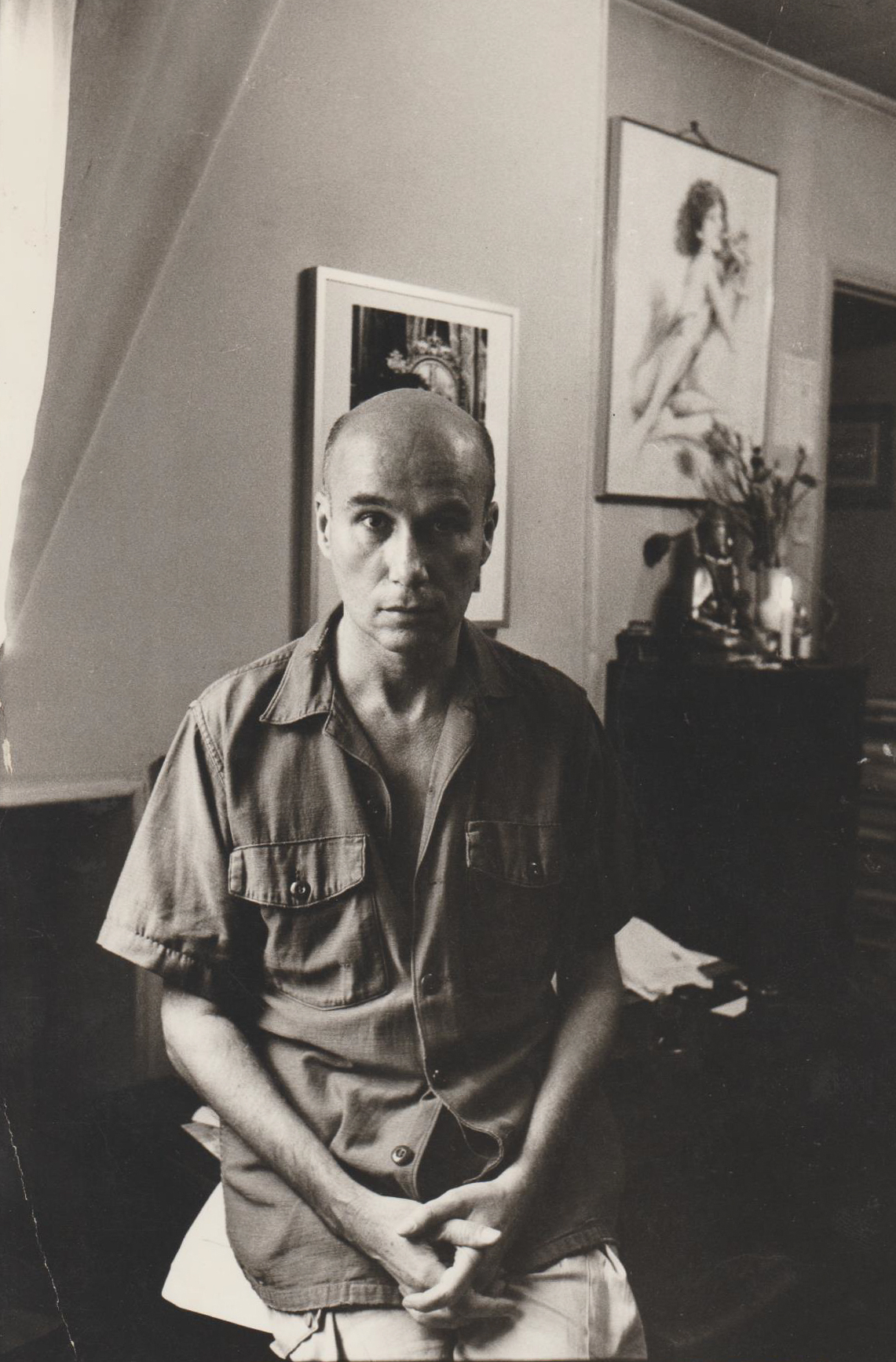
Gabriel Matzneff în “mansarda” sadin Paris, în 1983.

L-a cunoscut pe Hergé în 1964. Prietenia lor nu s-a încheiat decât odată cu moartea tatălui lui Tintin, în martie 1983. Primul volum al lui Gabriel Matzneff a fost publicat în 1965: un eseu intitulat Le Défi.
Primul său roman, L'Archimandrite, pe care a început să-l scrie în timpul serviciului militar, a apărut în 1966. În aprilie 1967, a petrecut o perioadă în URSS și în Republica Populară Polonă. În anii 1970, în special în 1970 și 1971, a făcut numeroase călătorii în Orientul Apropiat, în special în Liban, Egipt, Siria și, mai târziu, în Libia.
În timpul evenimentelor din Mai 68, a stat la Llafranc, în Catalonia, între 25 aprilie și 15 iunie, împreună cu viitoarea sa soție. În 1970, a participat la al doilea număr al revistei Contrepoint, fondată în mai 1970 de Patrick Devedjian, care dorea să „preia torța anticomunismului” cu un dosar intitulat „Unde se află Rusia?”, coordonat de Kostas Papaïoannou.
Criticul Pol Vandromme a scris despre el, în 1974, că este „primul scriitor al generației sale”. Jean d'Ormesson i-a adus un omagiu prin următoarea formulă: „Este un saltător latinist, un seducător intelectual, un dietetician metafizic”.
În 1990, a intrat la editura Gallimard cu ajutorul lui Philippe Sollers, care l-a publicat în colecția sa „L'Infini”. Gallimard a oprit comercializarea volumului Carnetele negre în ianuarie 2020.
În octombrie 1962, Philippe Tesson, pe atunci director de publicație al cotidianului Combat, l-a remarcat și i-a propus să scrie în fiecare joi, pe prima pagină a ziarului, o cronică despre televiziune. Din acea perioadă, Matzneff a scris constant pentru numeroase organe de presă importante, cu orientări ideologice foarte diferite: Aux écoutes, Notre République, La Nation française, Pariscope, Les Nouvelles littéraires, Matulu, Le Nouvel Adam, Le Quotidien de Paris, Le Figaro, Le Monde (între 1977 și 1982), Impact Médecin, Revue des Deux Mondes, Newmen, L'Idiot international, Le Choc du mois. Din 2013 până în decembrie 2019, a ținut o cronică neregulată pe site-ul Le Point.
Părăsit de majoritatea editurilor din cauza suspiciunilor puternice de pedocriminalitate care planează asupra sa, Matzneff a reușit să găsească un mic editor, La Nouvelle Librairie, care se definea drept „hussard” și „de dreapta identitară, patriotă” din punct de vedere politic, pentru a-și publica ultima lucrare, Derniers écrits avant le massacre, programată pentru 15 noiembrie 2022. Pe 24 octombrie, editura a anunțat că renunță temporar la această ediție, personalul său primind „amenințări cu moartea”.

### Relații și poziții politice
Având un temperament mondan și fără ancorare ideologică, Gabriel Matzneff a afișat, în cronicile sale și de-a lungul volumelor publicate din Jurnalul său, relații cu personalități politice din toate taberele: în anii 2000 și 2010, l-a vizitat pe primarul Parisului, Bertrand Delanoë, apoi a luat prânzul cu Jean-Marie Le Pen în 2017.
În anii 1960, el spunea despre François Mitterrand că este „singurul om de stat al stângii”.
La 4 februarie 1976, a semnat în Le Monde un apel intitulat „Uni gaulliști se ridică împotriva alegerii Parlamentului European prin sufragiu universal”.
Adjunctul primarului Parisului, Christophe Girard, membru EELV și ulterior al Partidului Socialist, precum și militant pentru cauza gay, a fost acuzat că ar fi fost un susținător important al scriitorului, acuzație pe care acesta o neagă, deși i-ar fi plătit camere de hotel și l-ar fi invitat la restaurant. Acțiunea întreprinsă de Raphaëlle Rémy-Leleu și Alice Coffin (ambele membre EELV) pentru a denunța indulgența lui Girard față de Matzneff le-a adus în fața instanței. Ele au fost achitate de acuzațiile de defăimare care le vizau.
El a beneficiat, de asemenea, de susținători din extrema dreaptă, în special din cadrul Grupului de cercetare și studii pentru civilizația europeană (GRECE): Christopher Gérard, scriitor afiliat acestei mișcări, a fost membru al asociației prietenilor lui Matzneff; Alain de Benoist, ideologul principal al GRECE, a făcut în general recenzii favorabile cărților sale și i-a oferit sprijinul său în 1986; revista Lutte du peuple, condusă de Christian Bouchet, a elogiat în 1996 pedofilia scriitorului.
În 2002, într-un interviu publicat în L'Humanité, el a declarat că are „cel mai mare respect pentru ministrul de Interne” și că este „devotat trup și suflet domnului Sarkozy”. Pe 27 martie 2017, a profitat de rubrica sa din Le Point pentru a-și exprima sprijinul față de François Fillon, acuzat că ar fi primit în dar costume foarte scumpe: el a considerat că „un președinte al Republicii poate avea gusturi de lux” și a criticat „țărănoii invidioși […] care strigă haro” asupra candidatului la alegerile prezidențiale.
Totuși, Gabriel Matzneff a anunțat că a votat pentru Jean-Luc Mélenchon în 2012 și 2017.

### Convingeri religioase
Deși s-a născut dintr-o mamă evreică, Gabriel Matzneff a fost crescut în credința creștin-ortodoxă și se declară profund atașat de ortodoxie.
În octombrie 1964, la Montgeron, el a participat la congresul fondator al Comitetului de coordonare a tineretului ortodox, unde a întâlnit-o pe eleva de liceu Tatiana Scherbatcheff — „adolescentă cu părul zbârlit, cu un chip ușor triunghiular, cu ochi negri, mari și minunați, în același timp prințesă și copil al străzii”.
S-a căsătorit pe 8 ianuarie 1970, la Londra, cu cea care avea să devină Véronique din Isaïe, bucură-te (Isaïe réjouis-toi, La Table Ronde, 1974), înainte de a divorța pe 3 martie 1973. Acest divorț a declanșat în el o criză religioasă care l-a îndepărtat de Biserică: a părăsit atunci Comitetul și s-a retras și din coproducția emisiunii televizate Orthodoxie, la crearea căreia contribuise, împreună cu prințul Andronikov și părintele Pierre Struve, în mai 1965.
În anii 2000, a frecventat parohia Notre-Dame-Joie-des-Affligés-et-Sainte-Geneviève, căreia i-a dedicat un capitol în volumul Boulevard Saint-Germain.

### Recunoaștere, premii, distincții
Din partea Academiei Franceze, a primit în 1987 premiul Mottart, iar în 2009 premiul Amic.
În martie 1995, cu ocazia Salonului Cărții, Jacques Toubon, ministrul Culturii în guvernul Édouard Balladur, i-a înmânat lui Gabriel Matzneff distincția de ofițer al Artelor și Literelor.
În decembrie 2004, Gabriel Matzneff a fost invitat la Palais-Bourbon de Jean-Louis Debré, președintele Adunării Naționale, și de către Înaltul Consiliu Francez pentru Integrare să își ofere mărturia în cadrul Forumului privind reușita francezilor veniți de departe.
În 2013, după ce a publicat aproximativ patruzeci de cărți, a primit primul său premiu important, Premiul Renaudot pentru eseu, pentru „Séraphin, c’est la fin!”, o colecție de texte scrise între 1964 și 2012, despre Schopenhauer, Gaddafi, preoți sau viol. Juriul, care aproape i-a acordat acest premiu în 2009, l-a ales în 2013 cu șapte voturi pentru și trei împotrivă, după ce unul dintre membrii săi, Christian Giudicelli, prieten și editor al lui Matzneff la Gallimard, și-a susținut cauza.
La sfârșitul anului 2019, Franz-Olivier Giesbert, directorul publicației Le Point și președintele juriului din 2013, s-a apărat de acuzațiile de susținere a lui Gabriel Matzneff explicând, așa cum făcuse și în trecut, că „pederastia era foarte frecventă pe vremea grecilor”.
Frédéric Beigbeder, mare admirator al operei lui Matzneff, a scris două articole despre „autorul a treizeci și trei de cărți care aduc onoare limbii franceze” în revista Voici din 24 mai 2004, articole preluate în Buletinul Societății prietenilor lui Gabriel Matzneff: „Jurnalul lui Matzneff este una dintre piesele centrale ale bibliotecii mele. Mi-a învățat să trăiesc, să citesc și să scriu”.
În lista sa cu o sută de favorite literare (2011), îl plasează printre giganții literaturii mondiale, înaintea lui Truman Capote și imediat după Scott Fitzgerald.
El justifică alegerea juriului în revista M, Le Monde, pe 23 decembrie 2019, subliniind că „atunci când judeci o operă de artă, nu trebuie să ai criterii morale”, adăugând că Gabriel Matzneff era „un autor ostracizat, considerat sulfureu și scandalos de aproximativ douăzeci de ani și care nu mai avea acces la mass-media”.
Patrick Besson este de aceeași părere: „În ceea ce a scris despre viața sa amoroasă, există lucruri șocante și inacceptabile, dar este un bătrân blacklistat și în nevoie: am făcut o distincție clară”.
Imediat după anunțarea premiului, au apărut trei petiții pentru a-i fi retras. Cartea s-a vândut în șase ani în doar 3.800 de exemplare.
În 2015, i s-a acordat premiul Cazes al berăriei Lipp pentru „La Lettre au capitaine Brunner”. Thierry Clermont, de la Figaro littéraire, observă că, în aceeași zi, Gabriel Matzneff sărbătorea și cincizeci de ani de activitate literară: „O bună parte a lumii germanopratine s-a reunit pentru a saluta opera acestui autor atât de sulfureu, cât și de excepțional. […] Astfel, au fost prezenți Patrick Besson, Christine Jordis și Joël Schmidt (membri ai juriului), directoarea La Table Ronde, Alice Déon, noul ales al Academiei Franceze, Marc Lambron, Éric Neuhoff, Jean-Claude Lamy.”

### Venituri și stilul de viață
Gabriel Matzneff a fost plătit lunar de grupul Gallimard până în 2004 sau, mai probabil, până în 2008. Potrivit revistei L'Express, între 1984 și 2010, Gabriel Matzneff a primit o „mică sumă lunară de la casa Gallimard”; în 2013, cartea sa Séraphin, c’est la fin ! a primit premiul Renaudot pentru eseu, ceea ce a reprezentat „promisiunea unui mic venit”; operele sale „se vindeau foarte puțin, în medie între 800 și 3.000 de exemplare”. Revista precizează: „Matzneff a dus întotdeauna o viață dificilă din punct de vedere financiar. A putut conta pe sprijinul discret al unor mecenați, precum Yves Saint Laurent, care i-a acoperit cheltuielile de hotel în perioada aventurii sale” cu Vanessa Springora.
Potrivit tot revistei L'Express, din 25 decembrie 2019, scriitorul beneficia de aproximativ cincisprezece ani de o alocație de la Centrul Național al Cărții (CNL). Aceasta era acordată „din cauza situației sale sociale și a contribuției sale generale la literatură” și se estima că avea o valoare cuprinsă între 7.000 și 8.000 de euro pe an. În ianuarie 2020, CNL a dezvăluit că în 2002 Gabriel Matzneff i s-a refuzat o cerere pentru o bursă de creație deoarece scriitorii pensionari nu aveau dreptul la aceasta și că el a „mișcat cerul și pământul” pentru a face presiuni asupra CNL-ului în vederea obținerii acestei alocații. Ministrul Culturii, Jean-Jacques Aillagon, și personalități importante, membri ai Academiei Franceze sau laureați ai Premiului Goncourt, au intervenit în favoarea sa. În septembrie 2020, ministra Culturii, Roselyne Bachelot, a anunțat că scriitorul nu mai primește această alocație pentru scriitori cu venituri reduse.
În ultimul volum al jurnalului său, L’Amante de l’Arsenal, apărut în noiembrie 2019, el a scris că primește 800 de euro pe lună ca pensie minimă de bătrânețe.
Potrivit L’Express, el ar beneficia, de asemenea, din 1994, de un apartament oferit de Primăria Parisului. Acest locuință ar fi situată în arondismentul 5 și ar avea o suprafață de 33 m², cu o chirie lunară de 348 de euro, sumă considerată „ridicolă” de revista Capital. Apartamentul i-ar fi fost atribuit în mandatul lui Jacques Chirac, datorită lui Jean Tiberi.
Revista L’Express a dezvăluit că „Ivre du vin perdu”, bestseller-ul său, a atins cifra de 20.000 de exemplare vândute, că majoritatea cărților sale au avut vânzări cuprinse între 1.500 și 2.000 de exemplare, iar „Séraphin, c’est la fin !”, pentru care a primit în 2013 premiul Renaudot pentru eseu, nu a depășit 3.500 de exemplare vândute.

## Publicații

### Jurnale
Gabriel Matzneff a început să țină jurnalul intim la șaisprezece ani „pe niște caiete 10/16, cu copertă din moleskin negru și lucios, închise cu un elastic”. El numea aceste caiete, pe care le avea mereu asupra lui și cărora a rămas fidel, „caietele sale negre”.
În 1976, el scria: „Doresc ca atunci când jurnalul meu intim va fi publicat integral, să poarte titlul unic: Caietele negre.”
În 2015, în prefața la Mais la musique soudain s’est tue, el confirma: „Lucrarea intitulată Caietele negre se întinde din primele zile ale lunii august 1953 – aveam șaisprezece ani – până la 31 decembrie 2008 – aveam 72 de ani. Nu va avea nici adăugiri, nici post-scriptum, asemenea unui tablou căruia pictorul îi dă ultima tușă de culoare, apoi îl semnează.” Adaugă: „Refuz să fiu în Caietele negre scribul propriei mele decăderi. Caietele negre celebrează și face să iubești viața, nu moartea. [...] Viața agitată, îndrăgostită a lui Calamity Gab, galopul ei nebun, iubiri destrămate, da, iată ce insuflă un spirit vioi unui jurnal intim; dar neajunsurile fizice și morale ale bătrâneții sunt altceva.”
Carnetele care acoperă perioada 1989-2006 sunt needitate, autorul alegând să nu le publice în timpul vieții sale. Aceste scrieri ar fi fost cauza perchezițiilor la sediul editurii Gallimard de către Oficiul Central pentru Reprimarea Violențelor împotriva Persoanelor, la 12 februarie 2020.

#### “ Carnets noirs” (“caiete negre”)
- Cette camisole de flammes (ed. Éditions de la Table ronde⁠(d)). 1976. p. 262., réédité en poche par Gallimard en 1989
- L'Archange aux pieds fourchus (în franceză) (ed. éditions de la Table ronde). Paris. 1982. p. 233. ISBN 2-7103-0133-4.
- Vénus et Junon (în franceză) (ed. éditions de la Table ronde). Paris. 1979. p. 307. ISBN 2-7103-0012-5.
- Élie et Phaéton (în franceză) (ed. éditions de la Table ronde). Paris. 1991. p. 386. ISBN 2-7103-0470-8.
- La Passion Francesca. L'infini (ed. éditions Gallimard). 1998. p. 339. ISBN 978-2-07-075221-8.
- Un galop d'enfer (în franceză) (ed. éditions de la Table ronde). Paris. 1985. p. 294. ISBN 2-7103-0250-0.
- Les Soleils révolus. L'infini (ed. éditions Gallimard). 2001. p. 544. ISBN 978-2-07-076027-5.
- Mes amours décomposés. L'infini (ed. éditions Gallimard). 1990. p. 381. ISBN 978-2-07-071802-3., réédité en poche par Gallimard en 1992
- Calamity Gab. L'infini (ed. éditions Gallimard). 2004. p. 361. ISBN 978-2-07-073265-4.
- La Prunelle de mes yeux. L'infini (ed. éditions Gallimard). 1993. p. 337. ISBN 978-2-07-073174-9., réédité en poche par Gallimard en 1995
- Les Demoiselles du Taranne. L'infini (în franceză) (ed. éditions Gallimard). Paris. 2007. p. 396. ISBN 978-2-07-078399-1.
- Carnets noirs inédits (octobre-décembre 2006), Aux dépens d'un amateur[52], 2025, 82 p.
- Carnets noirs (în franceză) (ed. Éditions Léo Scheer⁠(d)). Paris. 2009. p. 512. ISBN 978-2-7561-0181-1.

#### Jurnale din 2009 până în 2018
Din ianuarie 2009 până în august 2011, Gabriel Matzneff aproape că nu a mai consemnat nimic din ceea ce trăia. La 30 august 2011, spune el, Bertrand Delanoë, „în frumoasa sa birou de la Primărie”, l-a convins să reia notarea. Trei jurnale suplimentare au fost publicate:
- Dar muzica s-a oprit brusc : Jurnal 2009-2013, editiile Gallimard, col. " Alb », Paris, 2015, 528 p.ISBN: 978-2-07-014542-3 .
- Tânăra moabită : Jurnal 2013-2016, edițiile Gallimard, col. " Alb », Paris, 2017, 702 p.ISBN: 978-2-07-273267-6
- Iubitul Arsenalului : Jurnal 2016-2018, edițiile Gallimard, col. " Alb », Paris, 2019, 432 p.ISBN: 978-2-07-285442-2 .

### E-mail
În 2010, apoi în 2014, Gabriel Matzneff a publicat două volume ale corespondenței sale electronice, pe care le-a numit „émiles”, „un apelativ atât de franțuzesc, cât și apropiat eufonic de cel american” și pe care îl preferă „în locul courriel-ului suveraniștilor și al e-mail-ului anglo-saxon”. „Émile” trebuie văzut și ca un omagiu adus a doi dintre maeștrii lui Matzneff, lexicograful Émile Littré și filosoful Emil Cioran.
„Adopt un stil care nu este nici cel al romanelor mele, nici al jurnalului meu intim, nici al relatărilor și eseurilor mele, nici al poeziilor mele; un stil singular care se potrivește cu imediatitatea émile-ului, nu doar prin spontaneitatea scrierii (ceea ce l-ar apropia de jurnalul intim), ci și prin rapiditatea trimiterii și a lecturii făcute de destinatar.”
- Les Émiles de Gab la Rafale, roman electronic, Paris, Éditions Léo Scheer, 2010, 359 p. (ISBN 978-2-7561-0264-1)
- Les nouveaux Émiles de Gab la Rafale, corespondență electronică, Paris, Éditions Léo Scheer, 2014, 221 p. (ISBN 978-2-7561-0264-1)

În ultimul volum al jurnalului său intim, L’Amante de l’Arsenal (Gallimard, 2019), Gabriel Matzneff dezvăluie că al doilea volum al „émiles”-lor săi ar fi trebuit să cuprindă mult mai multe pagini, dar a fost „întreținut” la cererea editorului; astfel, Gabriel Matzneff dispune din belșug de material pentru a constitui un al treilea volum.
- 2020, anul îngrozitor (corespondență electronică), Aux dépens d'un amateur [57], 2023, 101 pagini.

### Romane
Gabriel Matzneff este autorul mai multor romane având același erou, Nil Kolytcheff. Acestea sunt: Isaïe, bucură-te, Beat de vinul pierdut, Harrison Plaza, Mamma, li Turchi!, Iată că vine logodnicul și Scrisoarea căpitanului Brunner.
- L'Archimandrite (ed. éditions de la Table ronde). Paris. 1966. p. 222. ISBN 978-2-7103-0042-7.
- Nous n'irons plus au Luxembourg (ed. éditions de la Table ronde). Paris. 1972. p. 245.
- Isaïe réjouis-toi (ed. éditions de la Table ronde). Paris. 1974. p. 251.
- Ivre du vin perdu (în franceză) (ed. éditions de la Table ronde). Paris. 1981. p. 323. ISBN 2-7103-0065-6.
- Harrison Plaza (în franceză) (ed. éditions de la Table ronde). Paris. 1988. p. 235. ISBN 2-7103-0352-3.
- Les Lèvres menteuses (în franceză) (ed. éditions de la Table ronde). Paris. 1992. p. 207. ISBN 2-7103-0527-5.
- Les Aventures de Nil Kolytcheff. Les romanesques (în franceză) (ed. éditions Jean-Claude Lattès). Paris. 1994. p. 805. ISBN 2-7096-1491-X.
- Mamma, li Turchi ! (în franceză) (ed. éditions de la Table ronde, Paris). Paris. 2000. p. 271. ISBN 978-2-7103-0984-0.
- Voici venir le fiancé (ed. éditions de la Table ronde, Paris). 2006. p. 313. ISBN 978-2-7103-2709-7.
- La Lettre au capitaine Brunner (în franceză) (ed. la Table Ronde). Paris. 2015. p. 208. ISBN 978-2-7103-7586-9.

### Esee
- Le Défi, edițiile La Table ronde, Paris, 1965, 207 pagini (BNF 35001130), reeditat în 1977, este primul volum care cuprinde eseul despre sinuciderea la romani și „Tombeau de Montherlant”, relatarea dispersării cenușii scriitorului pe Forumul Roman.
- La Caracole, edițiile La Table ronde, Paris, 1969, 203 pagini (BNF 33093953).
- Les Moins de seize ans, edițiile Julliard, colecția „Idée fixe”, Paris, 1974, 125 pagini (BNF 34559062), reeditat în 1994, este cartea din care provine reputația sa de desfrânat, pervers, diavol. Pe scurt, un sinucigaș mundan[58].
- Les Passions schismatiques, edițiile Stock, colecția „Le Monde ouvert”, Paris, 1977, 160 pagini (ISBN 2-234-00771-2) (BNF 34586764), tratează Hristos, femeia, Rusia, scrisul și copilul. Nu sunt concepte sau abstracții, ci experiențe de viață, arsuri existențiale[59].
- La Diététique de lord Byron, edițiile La Table ronde, Paris, 1984, 215 pagini (ISBN 2-7103-0185-7) (BNF 34752435), este un autoportret prin prisma lui Byron.
- Le Sabre de Didi, pamflet, edițiile La Table ronde, Paris, 1986, 266 pagini (ISBN 2-7103-0298-5) (BNF 34877781), ediție augmentată a cărții La Caracole, este o colecție de texte publicate în principal în ziarele Combat și Le Monde, apărute între 1963 și 1986.
- Le Taureau de Phalaris, dicționar filozofic, edițiile La Table ronde, Paris, 1987, 300 pagini (ISBN 2-7103-0313-2) (BNF 34908696), a fost reeditat în 1994 în colecția „La Petite Vermillon”.
- Maîtres et complices, edițiile Jean-Claude Lattès, Paris, 1994, 313 pagini (ISBN 2-7096-1485-5) (BNF 36680568), a fost reeditat în 1999 (La Table ronde) și 2018 (La Table ronde, colecția La Petite Vermillon). Este un omagiu adus maeștrilor săi: Byron și Schopenhauer în frunte, urmați de Retz, Dostoievski, Nietzsche, Dumas, Casanova, Littré, Hergé și alții, plus un batalion de autori latini.
- Le Dîner des mousquetaires, edițiile La Table ronde, Paris, 1995, 408 pagini (ISBN 2-7103-0686-7) (BNF 35789472), este o colecție de articole din diverse surse, apărute între 1961 și 1993.
- De la rupture, edițiile Payot & Rivages, Paris, 1997, 167 pagini (ISBN 2-228-89070-7) (BNF 35860367), reeditat în 2000, este un eseu despre ruptura care, pentru autor, nu se reduce doar la ruptura sentimentală, ci vizează întreaga existență. „În viață, totul este o ruptură. Fii pregătit.”
- C'est la gloire, Pierre-François!, edițiile La Table ronde, Paris, 2002, 284 pagini (ISBN 2-7103-2479-2) (BNF 38806255), este o colecție de texte din surse diverse, publicate între 1962 și 2001.
- Yogourt et yoga, edițiile La Table ronde, colecția La Petite Vermillon, Paris, 2004, 267 pagini (ISBN 978-2-7103-2671-7) (BNF 39140535), este o colecție de texte din surse diverse, apărute între 1962 și 2003.
- Vous avez dit métèque?, edițiile La Table ronde, Paris, 2008, 415 pagini (ISBN 978-2-7103-3087-5) (BNF 41362523), este o colecție de 107 cronici publicate între 1958 și 2007.
- La Séquence de l'énergumène, edițiile Léo Scheer, 2012, 340 pagini (ISBN 2-7561-0360-8), conține cronici despre emisiunile TV din anii 1960.
- Séraphin, c'est la fin!, Paris, La Table Ronde, 2013, 266 pagini (ISBN 978-2-7103-7006-2), a primit premiul Renaudot pentru eseu în 2013, fiind a șasea și ultima colecție de texte publicate în presă.
- Un diable dans le bénitier, edițiile Stock, Paris, 2017, 380 pagini (ISBN 978-2-234-08254-0), abordează temele preferate ale lui Gabriel Matzneff, fiind „un epitom al pasiunilor mele musagetice, păcătoase, desigur, dar, sper, și lăudabile[60].”

### Relatări
- Ca focul amestecat cu aromate : poveste, Editions de la Table ronde, Paris, 1969, 176 p.
- Caietul arab, edițiile Masei Rotunde, Paris, 1971, 231 p. — Reeditare: col. "Micul Vermillion»
- Boulevard Saint-Germain, edițiile Rocher, colab. «Fantezia călătorului», Monaco și Paris, 1998, 194 p.
- Contele se înalță într-un balon, Paris, Éditions Léo Scheer, 2012, 72 p.ISBN: 978-2-7561-0387-7
- Virusul Vanessa, poveste, Pe cheltuiala unui amator [52], 2021, 85 p.

### Poezii
- Numărul 37 al revistei Recherches, condusă pe atunci de Félix Guattari, conține o poezie de Gabriel Matzneff în secțiunea Fous d'enfance Cui îi este frică de pedofili? (alți contribuitori : Luc Rosenzweig, Gilbert Villerot, Jean-Luc Hennig, René Scherer, Bernard Faucon, Guy Hocquenghem …), Éditions Recherches, 1979.
- Douăsprezece poezii pentru Francesca, A. Eibel, colab. «Scrisori» nr. 5, Lausanne, 1977, 41 p.ISBN: 2-8274-0010-3.
- Super Flumina Babylonis : poezii, ediții ale Mesei Rotunde, Paris, 2000, 97 p.ISBN: 2-7103-0959-9.
- Apele Lethei, edițiile Sandre, 2017

## Apologie a pedocriminalității

### În publicațiile sale

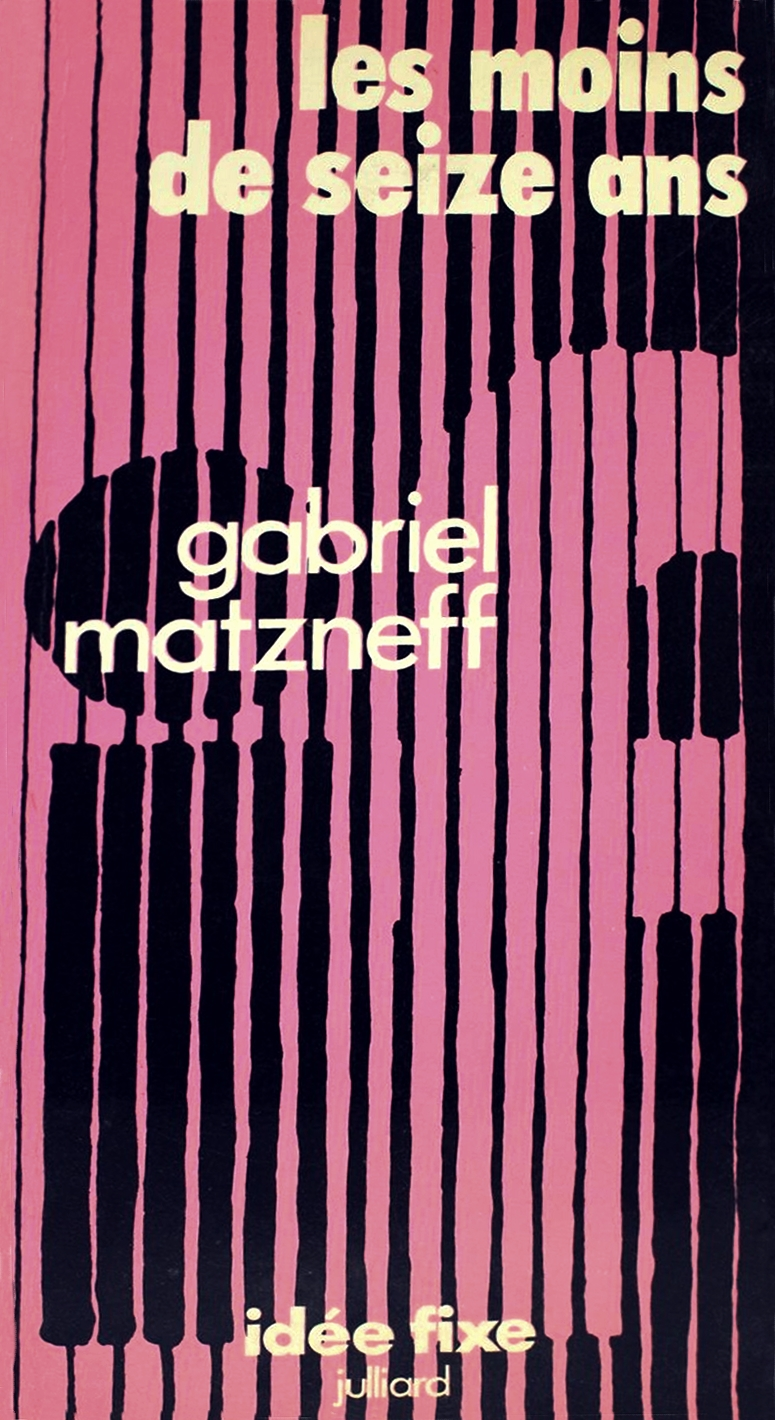
Coperta cărții „Les moins de seize ans”, prima ediție, 1974.

La sfârșitul lunii octombrie 1974, Gabriel Matzneff a publicat la editura Julliard, în colecția „Idée fixe” coordonată de Jacques Chancel, volumul Les Moins de seize ans, un eseu în care își exprimă în mod direct atracția față de „tinerele persoane”, adică minori de ambele sexe, stârnind confuzie prin folosirea nediferențiată a cuvântului „copil” pentru a desemna atât copii, cât și adolescenți.
El a scris: „Ceea ce mă captivează nu este un sex anume, ci tinerețea extremă, aceea care se întinde de la vârsta de zece până la șaisprezece ani și care mi se pare — mult mai mult decât ceea ce se înțelege de obicei prin această formulă — adevăratul al treilea sex. Șaisprezece ani nu este, totuși, o limită fatală în cazul femeilor, care rămân adesea dorite și după această vârstă. [...] În schimb, nu mă pot imagina având o relație senzuală cu un băiat care a trecut de șaptesprezece ani. [...] Spuneți-mi bisexual sau, cum ziceau Anticii, ambidextru, nu am nimic împotrivă. Dar sincer nu cred că sunt. În ochii mei, tinerețea extremă constituie un sex aparte, unic.”
Gabriel Matzneff și-a revendicat pentru sine calificativul de „pederast”, adică „iubitor de copii”, și a utilizat, de asemenea, termenul „filoped”, folosit pentru prima dată în Les Passions schismatiques (Stock, 1977). El a denunțat, totodată, faptul că „farmecul erotic al băiatului tânăr” era negat de societatea occidentală modernă, „care îl respinge pe pederast în neființă, în regatul umbrelor”. A adăugat mai departe: „cele două ființe cele mai senzuale pe care le-am cunoscut în viața mea sunt un băiat de doisprezece ani și o fată de cincisprezece”.
Gabriel Matzneff a recunoscut însă existența unor „monștri”, adică abuzatori sadici de copii; el și-a amintit că „a avut întotdeauna o slăbiciune pentru monștri” și a provocat polemici prin faptul că, pe 30 iunie 1964, în paginile ziarului Combat, a relativizat crima lui Lucien Léger, pe care îl numea „un tânăr singuratic”, iar pe 21 aprilie 1966, în legătură cu cazul crimelor din pădurea din Regatul Unit. Totuși, el și-a încheiat afirmațiile condamnând „confuzia” făcută între criminali și întreg grupul „pederastilor”, care, potrivit lui, ofereau „copiilor bucuria de a fi inițiați în plăcere, singura «educație sexuală» care nu este o prostie”. Pentru istoricul american Julian Bourg, această distincție făcută de Matzneff reflecta dorința lui de a apăra „pederastri bine intenționați ca el însuși”.
În 1974, el scria că societatea franceză era „mai degrabă permisivă” și că iubirile sale cu „minunata lui iubită de cincisprezece ani” — Francesca Gee, protagonista cărții La Passion Francesca (Gallimard, 1998) și Angiolina din romanul Ivre du vin perdu (La Table ronde, 1981) — „nu păreau să șocheze pe nimeni”. În 1994, în prefața celei de-a patra ediții a cărții sale, o numea „un sinucidere socială” și recunoștea: „De la Les Moins de seize ans datează reputația mea de destrăbălat, pervers, diavol”. De asemenea, el deplângea faptul că „imposturile ordinii morale nu au fost niciodată atât de agitate și zgomotoase. Cușca în care statul, societatea și familia țineau minorii rămânea închisă isteric”.
Gabriel Matzneff, care în anii 1970 frecventa regulat piscina Deligny, a revenit asupra preferințelor sale sexuale în mai multe dintre cărțile sale, în special în volumele diferite ale jurnalului său. Aceste mărturisiri, considerate deja scandaloase la momentul publicării, i-au adus mai târziu reputația unui autor controversat, mai ales începând cu anii 1990, când pedofilia a început să fie tot mai des condamnată public de către psihologi și psihiatri.

#### Petițiile din 1977
La 26 ianuarie 1977, Gabriel Matzneff a redactat un apel prin care cerea tribunalului, în ajunul procesului, eliberarea a trei bărbați aflați în detenție preventivă de trei ani și două luni și inculpați pentru atentat la pudoare fără violență asupra unor minori sub cincisprezece ani. Semnatarii considerau că nu fusese vorba decât de săruturi și mângâieri, având în vedere secretul instrucției. Este vorba despre „afacerea de la Versailles”. Textul a fost publicat în paginile de „tribune libere” ale ziarului Le Monde, apoi a doua zi în Libération, însă numele lui Gabriel Matzneff nu apărea ca autor.
Două zile mai târziu, Le Monde s-a distanțat de această petiție, întrucât acoperea procesul și a descoperit realitatea faptelor, datorită deciziei curții cu jurați de a ridica ședința cu ușile închise⁠, chiar dacă victimele erau minore⁠, pentru ca semnatarii petiției să înțeleagă de ce ancheta durase mai bine de trei ani și cum evoluase: victimele afirmaseră, ce-i drept, că își dăduseră „consimțământul”, însă experții judiciari au arătat în timpul audierilor că acesta era extrem de fragil, având în vedere vârsta lor și influența adulților. Dacă durata detenției provizorii era într-adevăr „inadmisibilă”, „aici se oprește indignarea”, a scris jurnalistul trimis de Le Monde. Ziarul a conchis că „este firesc să nu agreăm acest tip de iubire și de interes”⁠.
Gabriel Matzneff a dezvăluit că el a fost autorul acestei petiții abia după treizeci și șase de ani. Însă, într-o „tribună liberă” publicată pe 8 noiembrie 1976 în același ziar (Le Monde), el declarase că îl întâlnise pe unul dintre cei trei bărbați arestați toamna anului 1973 în acest caz. Niciun ziar nu cunoștea faptele din cauza secretului anchetei.
La 23 mai a aceluiași an, când s-a dat sentința în dosarul de la Versailles, semnatarii textului din ianuarie au semnat un al doilea apel, mai precaut, care a încercat să relativizeze importanța primului. Ei au pus mai ales accent pe faptul că vârsta consimțământului sexual era de 18 ani pentru homosexuali, față de 15 ani pentru heterosexuali, cerând astfel eliminarea acestei discriminări. Abia în 1982, legea a abolit această discriminare, în conformitate cu o promisiune din campania prezidențială a lui François Mitterrand.
Gabriel Matzneff a semnat — alături de Jean-Paul Sartre, Philippe Sollers, Roland Barthes, Simone de Beauvoir, Alain Robbe-Grillet, Françoise Dolto, Jacques Derrida, Louis Althusser, Jean-Louis Bory, Gilles Deleuze, Michel Foucault și Christiane Rochefort — o scrisoare deschisă adresată comisiei de revizuire a codului penal. Extrase din această scrisoare au fost publicate în ziarul Le Monde, care a menționat referințele la legile din 1810, 1836, 1863 și 1945 incluse în petiție. Ziarul a făcut referire și la cazul Versailles, pentru care se pronunțase deja o sentință de cinci ani cu suspendare. Semnatarii solicitau reducerea pedepsei astfel încât asemenea cazuri, care erau judecate în prezent de curți de assize, să fie tratate de tribunale corecționale, deoarece arestul preventiv în materie corecțională nu poate depăși șase luni.
Apelul explica că în cazul Versailles, „judecat în ședință publică, s-a pus problema de a stabili de la ce vârstă copiii sau adolescenții pot fi considerați capabili să-și dea consimțământul liber pentru o relație sexuală. Aceasta este o problemă a societății. Este responsabilitatea comisiei de revizuire a codului penal să ofere un răspuns adaptat vremurilor noastre”, pentru legi „reîmprospătate și actuale”. Textul susține „dreptul copilului și adolescentului de a întreține relații [sexuale] cu persoanele alese de el”. Potrivit istoricului Jean Bérard, una dintre semnatarele acestei petiții, Françoise Dolto, considera că relațiile sexuale între minori și adulți sunt întotdeauna o sursă de traumă.
„Aceste petiții, «atingând norma și transgresiunea în domenii atât de delicate precum relațiile cu copiii, le-au conferit uneori, prin tonul folosit, un caracter lejer […] care le va pune mai târziu într-o postură stânjenitoare»”, va explica în 2007 istoricul Jean-François Sirinelli, pentru care motivațiile semnatarilor au fost foarte diferite de la un caz la altul.
Pe 16 ianuarie 2020, Vanessa Springora, invitată în emisiunea La Grande Librairie, subliniază, la fel ca sociologul Pierre Verdrager și magistratul Jean-Pierre Rosencsveig, ca răspuns la o întrebare a prezentatorului François Busnel, că motivațiile semnatarilor erau foarte diferite de la un caz la altul, majoritatea dorind să denunțe discriminarea împotriva homosexualilor, fără să știe că Gabriel Matzneff participase la redactarea textului.

#### Lucrări ulterioare
În 1982, Gabriel Matzneff este, la fel ca René Schérer, implicat pe nedrept în afacerea Coral, ceea ce duce la concedierea sa de la ziarul Le Monde, unde avea o rubrică săptămânală din 1977. Cotidianul va dezminți însă că ar exista o legătură de cauzalitate între această punere sub acuzare și plecarea lui Matzneff.

### Mărturia Vanessei Springora
Pornind de la convingerea că relația sa cu Vanessa Springora fusese, în viziunea lui, „consimțită și împlinitoare pentru amândoi”, Gabriel Matzneff și-a exprimat „tristețea” față de apariția volumului Le Consentement, pe care a declarat că nu îl va citi, considerându-l „ostil, răutăcios, denigrator, destinat să-mi facă rău, un amestec trist de rechizitoriu de procuror și de diagnostic redactat într-un cabinet de psihanalist”. La 2 ianuarie 2020, Matzneff a trimis o reacție amplă revistei L’Express, în care — după cum notează publicația — nu exprimă niciun fel de regret, nu cere iertare, ci relatează pur și simplu propria versiune a relației sale cu adolescenta. Într-o cronică publicată la 14 martie 2009 pe site-ul dedicat operei sale, scria: „Că foste amante precum Vanessa și Aouatife, care nu mai simt pasiune pentru mine, care îl neagă pe cel ce a fost marea iubire a adolescenței lor, care duc astăzi existențe burgheze și doresc respectabilitate, angajează avocați pentru a trimite scrisori amenințătoare editorilor mei, este dezgustător, nedemn de ele și de ceea ce am trăit împreună, este trist și dezamăgitor; dar, având în vedere cât de puțin gustă femeile amintirea vieții lor amoroase, cât de mult visează, în secret, să fie lobotomizate, este, din păcate, explicabil și destul de banal”.
În mărturia sa publicată la 2 ianuarie 2020, Vanessa Springora a afirmat că, în timpul relației cu Gabriel Matzneff, a trăit „sentimentul de a comite o transgresiune imensă”. Ea a descris o „vinovăție constantă” și a menționat că absenta frecvent de la școală. Deși mama sa a aflat despre relație și a încercat să o oprească, Vanessa a refuzat să-l părăsească pe Matzneff, care îi proiecta imaginea unei „zeițe”. Când mama ei a încercat să intervină, adolescenta i-a răspuns: „Mai bine mor”, ceea ce a determinat-o pe mamă să tolereze relația.
Totuși, Springora a scris că „la paisprezece ani, nu ar trebui să te aștepte un bărbat de cincizeci la ieșirea de la colegiu, nu ar trebui să trăiești cu el la hotel, nici să te trezești în patul lui [...]”. Ea a afirmat că s-a luptat ani la rând cu ideea de a fi o victimă, fiind „incapabilă să [se] recunoască drept una”.
Vanessa Springora și-a formulat problema astfel: „Cum să admitem că am fost abuzată, atunci când nu putem nega că am fost consimțitoare? Când, în realitate, am simțit dorință pentru acest adult care s-a grăbit să profite de asta?”. Ea a răspuns: „Nu trebuia să se pună în discuție atracția mea, ci a lui”. Vanessa Springora a denunțat disfuncționarea instituțiilor — școlare, polițienești, spitalicești etc. Brigada minorilor primise scrisori de denunțare, dar nu l-a deranjat pe scriitor. Ea a povestit că doi polițiști de la Brigada minorilor i-au întâlnit pe ea și pe scriitor în scara blocului, dar au plecat după un schimb politicos de cuvinte cu el, fără să-i acorde vreună atenție ei.
Ea a spus că a fost un „șoc total” când a citit jurnalele scriitorului: „Mi-am dat seama că persoana de care eram îndrăgostită era bolnavă, patologic de bolnavă. [...] O poveste de dragoste între o fată de 14 ani și un bărbat de 50 de ani, se poate întâmpla, de ce nu. Problema este natura sistematică și patologică a atracției sale față de adolescenți. Și răul pe care îl face.”.
Această mărturie a declanșat reacții din partea unor intelectuali care îl cunoșteau pe scriitor. Bunăvoința de care a beneficiat în anii 1980 „nu a reflectat deloc societatea și acele vremuri”, a subliniat, la 1 ianuarie 2020, Sylvie Brunel, care se pregătea în anii 1980 pentru agregarea la geografie. Într-un articol publicat în Le Monde, scriitoarea a criticat „pe cei care rescriu istoria”, la scurt timp după ce Bernard Pivot a publicat un răspuns în care explica de ce Gabriel Matzneff fusese invitat de șase ori în emisiunea sa Apostrophes. „Să lași să se creadă că anii 1980 au fost cei ai acceptării pedofiliei ar fi o minciună. Tinerii care eram atunci simțeau aceste scrieri și cuvinte ca pe niște ofense insuportabile”, a scris ea. Bernard Pivot apreciase, cu patru zile înainte, că în anii 1970 și 1980 „literatura primează asupra moralei”, în timp ce astăzi „moralitatea primează asupra literaturii”, concluzionând: „Din punct de vedere moral, este un progres.” La începutul anului 2019, videoclipul emisiunii Apostrophes din 1990 fusese vizionat de două milioane de ori pe internet. Alibiul anilor 1970 și 1980, folosit cu succes în 2001 de Daniel Cohn-Bendit, nu l-a mai convins pe Bernard Pivot, deoarece digitalizarea arhivelor televiziunii și a marilor ziare în secolul XXI a permis publicului larg să verifice rapid și să relativizeze acest argument.
Catégorie:Article à référence souhaitée⁠(d)
Minimizările „iubirilor adolescente” ale lui Gabriel Matzneff „nu mai conving un public care cercetează și scoate la lumină textele, pentru a le aduce sub o lumină cruntă”, observă cotidianul 20 Minutes, care consideră că „popularizarea internetului și a rețelelor sociale” a contribuit la „consensul privind problema pedofiliei”. În ziua următoare publicării articolelor care anunțau mărturia Vanessei Springora, ziarul a scos la iveală un pasaj din Un galop d’enfer, jurnalul lui Gabriel Matzneff despre anii 1977-1978, apărut în 1985, în care scriitorul povestește că uneori avea „până la patru copii — cu vârste între 8 și 14 ani — în același pat cu el, și întreținea cu ei cele mai delicate jocuri, în timp ce la ușă alți copii, nerăbdători să li se alăture sau să le ia locul camarazilor lor, băteau în ușă”.
Pe 3 ianuarie 2020, Parchetul din Paris a deschis o anchetă împotriva lui Gabriel Matzneff pentru „violuri comise asupra unui minor de 15 ani”. Pe 8 ianuarie, Asociația L'Ange bleu, o organizație de prevenire a pedofiliei, a anunțat că îl va da în judecată „pentru incitare la săvârșirea de agresiuni sexuale și violuri asupra minorilor, precum și pentru apologia crimei”. În aceeași lună, patru edituri — Gallimard, La Table ronde, Léo Scheer și apoi Stock — au anunțat că nu vor mai comercializa anumite cărți ale sale, în special volumele jurnalului său intim (Carnets noirs) și Les Moins de seize ans.
Pe 30 ianuarie 2020, Vanessa Springora a declarat că audierea sa din ziua precedentă în acest caz va avea pentru ea „doar o valoare simbolică”, dar a salutat demararea anchetei judiciare, considerând-o „un mesaj puternic pentru eventualele alte victime”.

#### 2021:Vanessaviruseste autopublicată
Gabriel Matzneff a publicat, la 15 februarie 2021, o carte intitulată Vanessavirus, ca răspuns la Le Consentement. Toate editurile au refuzat cartea, astfel că scriitorul a finanțat autoeditarea printr-un sistem de subscripție. În această carte de 85 de pagini, potrivit unei surse anonime, el aduce un omagiu a cinci personalități care l-au susținut după dezvăluirile Vanessei Springora: Bernard-Henri Lévy, Alain Finkielkraut, Catherine Millet, Dominique Fernandez și Franz-Olivier Giesbert. Cartea începe cu fraza: „Am supraviețuit coronavirusului. Nu voi supraviețui Vanessavirusului.” Autorul nu își exprimă niciun regret sau remușcare, ci descrie suferința pe care a îndurat-o după apariția Le Consentement. El deplânge retragerea din vânzare a jurnalului său intim care prezenta versiunea lui (intitulat La Prunelle de mes yeux : 1986-1987) și consideră că „vânătoarea de oameni din care este vânat este o abominație.
După ce a fost pe Riviera italiană, s-a întors însă la Paris în 2022, din cauza unor probleme de sănătate.

### Mărturia lui Francesca Gee
După ce a citit un articol al New York Times din 11 februarie 2020 despre controversele cauzate în Franța de apariția cărții Le Consentement a Vanessei Springora, Francesca Gee, care a avut o relație cu scriitorul între 1973 și 1976 și este „o figură foarte prezentă în mai multe cărți, precum și în corespondența lui Matzneff”, a contactat jurnalistul Norimitsu Onishi. Ea i-a acordat un interviu de două zile, în care a povestit cum scriitorul a folosit imaginea și scrisorile ei în scrierile sale, fără consimțământul ei. Interviul a fost publicat pe 31 martie 2020.
Francesca Gee a încercat în 2004 să publice o carte despre relația ei cu Matzneff, pe care o descrie ca un „cataclism care s-a abătut asupra ei la 15 ani și care urma să-i schimbe cursul existenței”, dar manuscrisul ei a fost refuzat de toți editorii contactați. Contactați de Norimitsu Onishi, editorii Thierry Pfister (Albin Michel), Geneviève Jurgensen (grupul Bayard) și Martine Boutang (Grasset) au explicat că refuzul lor a fost cauzat de complicitatea mediului editorial parizian din acea vreme față de Gabriel Matzneff. Editoarea Geneviève Jurgensen, care a citit în 2004 textul pe care Francesca Gee dorea să-l publice, consideră că calitatea cărții nu era de pus la îndoială și nu poate explica eșecul său în fața editorilor. Potrivit ei, această carte relatează „situații care par aproape cuvânt cu cuvânt cele descrise de Vanessa Springora. […] Clar, era cu cincisprezece ani prea devreme. Lumea nu era pregătită”.
În timpul interviului cu Norimitsu Onishi, Francesca Gee explică că între 1973 și 1976 a consultat regulat, însoțită de Matzneff, ginecologul Michèle Barzach, despre care Matzneff se laudă în volumul Élie et Phaéton din jurnalul său publicat în 1991, că „în niciun moment [ea] nu a considerat că trebuie să facă morală acestui domn de treizeci și șapte de ani și iubitei sale de cincisprezece ani”.
Cu acordul tatălui său, Francesca Gee a avut o relație cu Matzneff timp de trei ani. Conform lui Norimitsu Onishi, ea a fost „neputincioasă să pună capăt relației”, iar Matzneff a folosit aceleași „tactici” ca și în cazul Vanessei Springora. Matzneff ar fi izolat-o pe tânără, interzicându-i să aibă prieteni de vârsta ei, iar ea povestește că el o aștepta în fiecare zi la ieșirea de la liceul Montaigne pentru „a se asigura că toată lumea înțelege bine că nimeni nu trebuie să încerce nimic” cu ea. Matzneff ar fi încurajat-o să-i scrie sute de scrisori cu conotații amoroase și sexuale, în care ea vede acum doar expresia unei adolescente manipulate de un bărbat cu vârsta părinților săi. Francesca Gee afirmă că sentimentele ei legate de experiența cu Matzneff au fost mult timp „confuze”, până când și-a clarificat gândurile la începutul anilor 1990. Ea declară: „Abia pe la aproape 35 de ani am realizat că nu a fost o poveste de dragoste”.
În septembrie 2021, Francesca Gee a anunțat că va publica în autoeditare cartea L’Arme la plus meurtrière. Este mărturia ei despre această relație, cu lansare programată pe 28 septembrie. Ea a declarat despre aceasta: „Vreau să spun cât de dăunător și distructiv a fost acest personaj, pentru mine și pentru mulți alții, în special prin abuzuri sexuale și hărțuire.” A adăugat: „Gabriel Matzneff nu a încetat niciodată să mă hărțuiască.” În această carte, ea îl acuză pe Matzneff, dar și statul, pe care îl consideră complice, „zâmbind pedofilului-șef” și acordându-i distincții onorifice.

### Turismul sexual
Matzneff povestește în Mes amours décomposés că a apelat la copii prostituați în Asia: „Ce odihnă e prostituția! Fetițele și băiețeii care se culcă cu mine fără să mă iubească, adică fără să pretindă să-mi consume energia și timpul, ce ușurare! Da, de îndată ce pot, să mă întorc în Asia!”. Anne-Claude Ambroise-Rendu observă că acest comentariu „pare să nu tulbure pe nimeni”.
Gabriel Matzneff respinge asocierea între dragostea pentru adolescenți și pedofilie și declară în 2002: „Când oamenii vorbesc despre «pedofilie», pun în același sac ticălosul care violează un copil de opt ani și pe cel care trăiește o frumoasă poveste de dragoste cu o adolescentă sau un adolescent de cincisprezece ani.”
Astfel, în această perioadă a vieții sale, Matzneff integrează în interpretarea operei sau a gândirii sale o distincție între abuzul asupra copiilor mai mici și relațiile consimțite cu adolescenți considerați, după opinia sa, apți pentru relații sexuale. Totuși, această încercare de clarificare nu face uitate pozițiile exprimate anterior în scrierile și presa sa — inclusiv relațiile sexuale cu băieți mici de zece ani în timpul șederilor în Filipine, sprijinul acordat pedocriminalului Jacques Dugué — iar acordarea premiului Renaudot pentru eseu, pe 4 noiembrie 2013, pentru volumul său Séraphin c’est la fin ! reaprinde polemica legată de pedofilia sa, ceea ce a determinat organizația pentru protecția copilului Innocence en danger să depună o plângere penală împotriva persoanelor necunoscute pentru apologie a agresiunii sexuale. Plângerea s-a încheiat cu un neîncepere a urmăririi penale. Abia în urma scandalului declanșat de cazul Vanessa Springora, autoritățile franceze au decis să intervină și în februarie 2020, Oficiul Central pentru Reprimarea Violențelor împotriva Persoanelor (OCRVP) a lansat un apel pentru a identifica eventuale victime în cadrul anchetei pentru violuri asupra minorilor sub 15 ani ce vizează scriitorul.
Pe site-ul său matzneff.com, care a fost șters după izbucnirea scandalului legat de Vanessa Springora, scriitorul vorbește despre călătoriile sale în Filipine. Conform acestui site, el a mers acolo pentru prima dată în 1978, apoi în mod repetat pe parcursul următorului deceniu. În Carnets noirs (2008), Matzneff scrie despre „ceea ce astăzi se numește (cu sprâncenele încruntate) «turism sexual»”, pe care îl consideră în general „un turism al oamenilor fără noroc, al oamenilor săraci cu duhul”, cu „excepții notabile”, și citează nume precum Byron, Gide, Montherlant, dar și pe sine însuși. El amintește „zămbete în Orient cu tânărul Nelson sau tânărul Lito” .

### Acuzația de infracțiuni împotriva copiilor
În iunie 2024, Gabriel Matzneff a fost nominal implicat într-o anchetă a cotidianului Libération despre „bărbații de pe strada du Bac”. Inès Chatin a depus mărturie despre agresiuni sexuale și violuri comise între 1977 și 1987, când avea între 4 și 13 ani, de către o rețea de pedocriminalitate. Această rețea ar fi inclus tatăl ei adoptiv, Jean-François Lemaire, precum și mai mulți prieteni ai acestuia, printre care Claude Imbert, Jean-François Revel, François Gibault și Gabriel Matzneff.  .

## Critică, susținere literară și condamnare a practicilor pedocriminale

### Anii 1960
- Ziarul Notre République remarcă faptul că Matzneff „apreciază comerțul cu femei foarte tinere”, fără a preciza vârsta acestora, iar săptămânalul gaullist[124][125] pune mai ales accentul pe disperarea pe care acest „libertinaj” nu reușește să o ascundă.
- În 1966, pentru romanul său L'Archimandrite, Gabriel Matzneff primește o primire favorabilă în Figaro littéraire, care subliniază mai ales influența teologiei în operă și faptul că oferă informații despre ortodocși în Franța, în timp ce personajul principal flirtează cu fete foarte tinere la piscină[126]. Pierre Viansson-Ponté, alt editorialist influent, îi recunoaște talentul încă din 1969 în Le Monde, dar îl mustră ca fiind „un mic personaj perfect odios” care caută să intrigă pretinzând că este, în același timp, nietzschean, byronian și stendhalian, adăugând că „va ajunge departe dacă cabala nu-i va zdrobi coloana vertebrală”[127].

### Anii 1970
- În 1972, publicarea cărții Nous n'irons plus au Luxembourg a primit recenzii pozitive din partea lui Jean Dutourd în Pariscope și a lui Jean d'Ormesson în Le Point, care îl descria pe eroul cărții drept un „amator de persoane foarte tinere” și care avea „o prezență distinctă”[128].
- În anul următor, pe platoul emisiunii Ouvrez les guillemets de la ORTF, prezentată de Bernard Pivot, Matzneff a fost însoțit de Jean-Claude Barat, executorul testamentar al lui Henry de Montherlant, care s-a sinucis în 1972, pentru a discuta despre dispersarea cenușii prietenului lor în timpul unei călătorii la Roma[129]. Le Monde ironizase recent relatarea detaliată a acestei călătorii în Le Figaro, iar Matzneff a reacționat acuzând ziarul că „se străduiește să nu se emoționeze niciodată și să râdă de toate”.
- Eseul său Les Moins de seize ans, în care face apologia relațiilor sexuale cu minori, a fost subiectul unui articol în Le Monde din 25 octombrie 1974, scris de prietenul său și editorul Roland Jaccard, viitor cofondator al revistei Causeur. Acesta încerca să prezinte cele două viziuni opuse asupra lui Matzneff: pe de o parte apreciat de Jaccard, pe de altă parte condamnat de mulți alții ca fiind „un individ rău care se bucură de aceasta”, care „își găsește echilibrul în clandestinitate, pericol și transgresiune”, pentru că „situația este clară: psihiatrii, judecătorii, mamele de familie, chiar și homosexualii respectabili, adică cei care nu atacă nevinovatele fetițe și cer un statut onorabil, îl recunosc”. Revista Magazine littéraire se întreba „unde ar fi scandalul” sub titlul „Matzneff și sexualitatea”[130], constatând simplu că „obsesia lui Matzneff este gloria copiilor, băieți și fete sub șaisprezece ani”. Proprietarul revistei din 1970, Jean-Claude Fasquelle, a refuzat ulterior să publice mărturia unei victime a lui Matzneff care a avortat în adolescență, înainte de adoptarea legii Veil din 1975[131].
- În 1977, François Bott, responsabilul cronici literare din Le Monde și prieten al lui Matzneff, scria că acesta „îi indispunează sau chiar îi irită pe intelectualii vremii, e un eufemism, cărțile și articolele sale stârnind adesea reacții furioase, când nu chiar pline de ură”, observând totodată că „el însuși se consideră un ‘outsider’”.
- În februarie, Joseph-Marie Lo Duca a acuzat criticile din Le Monde des livres la adresa unei adaptări după un roman de Casanova drept defăimătoare pentru editura Pygmalion[132].
- Când Bernard Pivot l-a invitat pe Gabriel Matzneff pe 12 septembrie 1975 în emisiunea Apostrophes pentru a vorbi despre Les Moins de seize ans, tezele cărții au fost contestate de doi autori prezenți și ei în platou. Jeanne Delais, profesoară de liceu și fondatoare a unei asociații pentru apărarea drepturilor copilului, a încercat să-i menajeze orgoliul, dar l-a acuzat că nu respectă copiii și adolescenții, că le încalcă demnitatea folosindu-i în propriul său interes. Biologul Rémy Chauvin a declarat că a fost „deranjat” de cartea lui Matzneff și a contestat afirmația potrivit căreia relațiile sexuale cu „băieței” nu le-ar provoca vreun traumatism, spunând despre unul dintre acești băieți: „Poate l-ați traumatizat pe viață”.
- Un an mai târziu, Matzneff a dezvăluit că un telespectator a depus o plângere împotriva sa pentru „deturnare de minori, acte împotriva naturii și incitare a minorilor la destrăbălare”, exprimându-și îngrijorarea față de „tăcerea” intelectualilor cu privire la situația sa. Le Monde a semnalat „numeroase reacții ale cititorilor, în mare parte critice, uneori chiar ostile și uneori indignate” la această „tribună liberă” a lui Matzneff și a publicat trei dintre ele[133].

### Anii 1980
- În 1981, Philippe Sollers s-a arătat elogios față de romanul Ivre du vin perdu, unul dintre succesele comerciale ale lui Gabriel Matzneff (20.000 de exemplare vândute)[39]. În paginile cotidianului Le Monde, Sollers l-a felicitat pe confratele său pentru că a scris un roman care „merge mult mai departe decât ceea ce ar putea rămâne, în fond, un reportaj îmbunătățit despre o particularitate, o marginalitate”. L-a calificat pe Matzneff — sau pe personajul său — drept un „libertin metafizic”, deoarece acesta „se înalță la înălțimea mitului” și „reinventează transgresiunea, scandalul, aruncându-se cu totul în aventura care nu poate să nu revolte Legea: vânătoarea de minori”. Sollers a adăugat imediat: „Acest ultim punct este, probabil, inacceptabil. Îmi este complet străin. Nu judec, constat. [...] Încerc să înțeleg această fantezie obsesivă, pictată de ilustratorii săi ca un paradis”, comentând: „Este în toate acestea ceva odios și copilăros într-un mod simpatic”[134]. Richard Garzarolli l-a descris, la rândul său, pe Matzneff ca fiind un „libertin sentimental”[135].
- În 1986, pe atunci președinte al Republicii, François Mitterrand a scris un articol admirativ despre Gabriel Matzneff[136]: „Acest seducător incorigibil, care se definește el însuși ca un amestec între Dorian Gray și Dracula, m-a uimit întotdeauna prin gustul său extrem pentru rigoare și prin densitatea reflecției sale. Spontaneitatea judecății sale, exprimată într-un stil limpede, se îmbină cu o exigență a adevărului care îl conduce adesea dincolo de limitele considerate ca fiind obișnuite. El acordă aceeași atenție vieții sale ca și operei sale.”

### Anii 1990
- În Le Nouvel Observateur, jurnalistul Guy Sitbon a fost unul dintre puținii care l-au criticat pe scriitor, afirmând că acesta „nu se dă în lături de la nicio grosolănie”. Patrick Besson a considerat articolul un „text de ură sinceră, ba chiar puțin isterică”[137][138].
- La 2 martie 1990, Gabriel Matzneff a fost invitat pentru a șasea oară la emisiunea literară Apostrophes, cu ocazia lansării unui nou volum din jurnalul său, Mes amours décomposés, alături de alți cinci scriitori: Alexandre Jardin, cuplul catolic Pierre și Denise Stagnara, Catherine Hermary-Vieille și Denise Bombardier. În timpul emisiunii, Denise Bombardier, șocată de conținutul volumului, l-a atacat direct, declarând: „Domnul Matzneff mi se pare jalnic. [...] Știm bine că fetițele pot fi înnebunite după un domn cu o anumită aură literară; știm, de asemenea, că domnii în vârstă atrag copiii cu bomboane. Domnul Matzneff îi atrage cu reputația sa”[19]. Ea a adăugat: „Nu înțeleg cum pot fi publicate asemenea lucruri. [...] Literatura nu poate servi drept alibi, există limite, chiar și pentru literatură. Și cred că, dacă domnul Matzneff ar fi un simplu angajat anonim, ar avea socoteală de dat în fața justiției acestei țări”[139].
- Treizeci de ani mai târziu, Denise Bombardier a declarat că își amintește valul de insulte și articole critice la adresa ei, apărute în zilele — și anii — ce au urmat difuzării emisiunii. „Am fost numită femeie ‘neb…’, mi s-a spus să mă întorc pe banchiza mea”, a spus ea[140]. Pe 19 martie, la France 3, Philippe Sollers, editorul lui Matzneff la Gallimard, a numit-o pe Bombardier „proastă” și „neb…”[141]. În Le Monde din 30 martie, Josyane Savigneau l-a elogiat pe scriitorul care „nu violează pe nimeni” și a ironizat-o pe Bombardier: „Denise Bombardier a avut neghiobia de a cere practic arestarea lui Matzneff, în numele ‘fetițelor ruinate’ de el… Să descoperi în 1990 că fetițe de 15–16 ani fac dragoste cu bărbați cu 30 de ani mai în vârstă, ce mare lucru!”[19].
- În revista VSD, scriitorul și scenaristul Jacques Lanzmann s-a declarat surprins că Matzneff nu i-a tras o palmă în direct lui Denise Bombardier[142].
- Timp de ani la rând, Bombardier a rămas ținta criticilor — uneori violente — din partea unor scriitori și critici literari, care nu i-au iertat intervenția spectaculoasă din martie 1990. Într-o cronică din Libération din 1999, Pierre Marcelle scria: „Un astfel de nume nu se uită. Cu mulți ani în urmă, am auzit-o pe doamna Denise Bombardier, la domnul Bernard Pivot, rupând bariera sunetului. Îmi amintesc vag, dar suficient de clar încât să mă înfioare, de niște țipete torquemadiene — era vorba de pedofilie — și sărmanul Gabriel Matzneff, cred, era ținta. Era cu mult înainte de cazul Dutroux, dar Christine Boutin deja se întrevedea în Bombardier”[143][144].
- În 2001, în emisiunea Campus, Christine Angot a declarat: „Această femeie [Denise Bombardier] dovedește că ceea ce deranjează nu este ce face el în viață, ci faptul că scrie. Ea îi reproșează, de fapt, că este scriitor; asta o deranjează”[145].
- În 1993, Le Nouvel Observateur a criticat dur pe Gabriel Matzneff, vorbind despre „viol în numele literaturii” și i-a citat pe Marie-France Botte și Jean-Paul Mari, autorii volumului Le Prix d’un enfant, despre prostituția infantilă în țările în curs de dezvoltare. Aceștia afirmau că „Matzneff este o persoană publică. Să-i permitem să-și expună în mod deschis violurile asupra copiilor fără a lua măsuri pentru a le opri, înseamnă să oferim pedofiliei o tribună, să permitem adulților bolnavi să abuzeze de copii în numele literaturii”[146].
- În 1995, psihiatrul Bernard Cordier a afirmat că, spre deosebire de Gide sau Montherlant: „Un scriitor precum Gabriel Matzneff nu ezită să facă prozelitism. Este pedofil și se laudă cu asta în texte care seamănă cu manuale de instrucțiuni. Or, acest scriitor beneficiază de o imunitate care constituie un fapt nou în societatea noastră. Este susținut de mass-media, invitat la televiziune, sprijinit de cercurile literare. [...] De altfel, pedofilii urmăresc cu atenție reacțiile societății franceze în cazul Matzneff. Intelectualii indulgenți le oferă un alibi și argumente: dacă oameni cultivați îl apără pe acest scriitor, nu este aceasta dovada că adversarii pedofililor sunt doar niște încuiați care duc lupte învechite?”[147].
- În 1996, Antoine Garapon, secretar general al Institutului pentru Studii Superioare în Justiție, a remarcat: „Cazul Dutroux provoacă un fenomen de panică morală în toate democrațiile occidentale”[148].

### Anii 2000
- În august 2001, Le Monde ia apărarea unui nou volum din jurnalul intim al lui Gabriel Matzneff, Les Soleils révolus, printr-o cronică clar adresată „bunei-gândiri” care ar dori să-l arunce în uitare, potrivit site-ului Arrêt sur images[149]: „Fie că place sau nu diaristului și contestatarilor săi, ceea ce ne captivează nu este nesfârșitul și recurentul șir de tinere îndrăgostite de bărbatul de patruzeci de ani”, scria publicația[150].
- Tot în noiembrie 2001, Hugo Marsan, critic literar la Le Monde, scria: „[El este] eternul inițiator al tinerelor inteligente care își acordă dreptul de a descoperi pe deplin plăcerea, în deplină siguranță. Gabriel și cuceririle lui creează împreună un paradis efemer, o enclavă de frumusețe sub un soare mereu primăvăratic. El nu este responsabil decât de plăcerea lor. [...] Sclav al personajului din propriul Jurnal, a fost ținta furiei celor care au vrut să-l eticheteze drept pedofil. Nu vrem să admitem că el este, printre noi, o ființă din viitor, unde femeile și-ar duce fanteziile până la capăt și ar rupe vălurile cu care sunt acoperite pentru a fi mai bine aservite”[151].
- La scurt timp după aceea, un capitol din bestsellerul La Face cachée du Monde a denunțat în 2003 legăturile de complicitate dintre redacția Le Monde des livres — condusă de Josyane Savigneau, apropiată a lui Matzneff —, marile edituri și cronicarilor literari din alte media[152].
- Astfel, în anul următor, Gabriel Matzneff primește un portret admirativ pe ultima pagină din Libération, semnat de Luc Le Vaillant, care scria, printre altele: „Gabriel Matzneff, 67 de ani, scriitor. Acest amator de fete în floarea vârstei, pe care le așterne și în jurnalul său, irită o societate tot mai vigilentă din punct de vedere moral. [...] Dacă stilul clasic al scriitorului este recunoscut, personajul continuă să provoace neliniște. Trebuie spus că individul face tot posibilul să jignească delicatețea de libelulă a oamenilor cumsecade”[153].
- Psihoterapeutul Pierre Lassus a declarat, în 2003: „Matzneff nu scrie romane, ci jurnale — așa cum este specificat — pe care le face publice și în care povestește cu delectare violuri asupra unor copii de doisprezece ani”. Pierre Lassus a denunțat în mai multe rânduri indulgența culturală și mediatică de care se bucură Gabriel Matzneff, militând în 2000 pentru ca acesta să nu primească premiul Academiei Franceze (care a fost acordat în acel an lui Pascal Quignard)[154].
- Frédéric Beigbeder l-a apărat pe Matzneff împotriva criticilor, evocând în noiembrie 2004 o „execuție publică televizată” într-o emisiune moderată de Michel Field, calificând-o pe Constance Chaillet, care l-ar fi insultat pe Matzneff, drept „Denise Bombardier a revistei Le Figaro Madame”[155].
- Apoi, Le Figaro afirmă în 2009 că „Matzneff a fost prada unui neopuritanism cuceritor”. Tema „artistului victimă a societății” persistă astfel de-a lungul deceniilor.
- Cu ocazia apariției volumului Carnets noirs 2007–2008, critica din Le Monde îl descrie ca fiind „unul dintre acei hedonisti fără ocupație care transformă o sticlă de vin sau o noapte de dragoste într-o luptă împotriva ordinii morale, într-un discurs al martiriului. Trădând cotidianul, banalul existenței, el sublimează insignifiantul”[156].

### Anii 2010

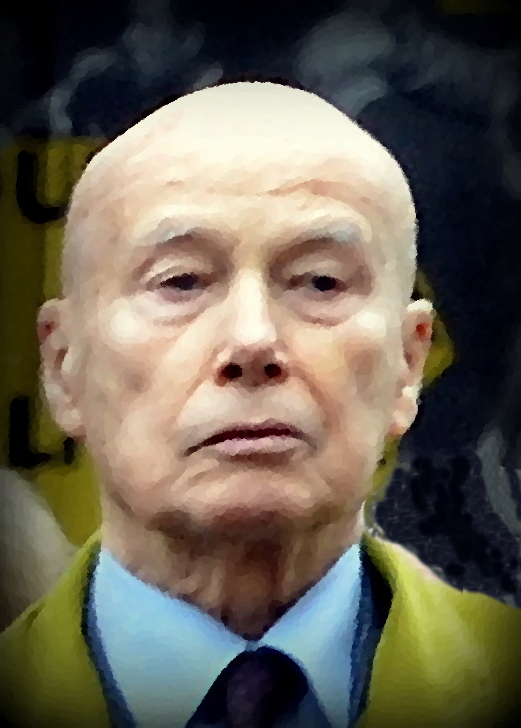
Gabriel Matzneff în 2016.

- În februarie 2013, scriitorul Yann Moix scria în Le Figaro: „Am speranța că într-o zi, chiar dacă pentru mine este deja de multă vreme, Gabriel Matzneff va fi recunoscut drept un clasic al literaturii franceze. [...] Profit de apariția ultimului său volum, Séraphin, c’est la fin !, pentru a-i îndemna pe cei din noile generații să se alăture fără întârziere taberei Matzneff”[157]. În 2016, într-un interviu între François Busnel și Bernard Pivot, în care acesta din urmă evocă confruntarea dintre Gabriel Matzneff și Denise Bombardier în cadrul emisiunii Apostrophes din 1990, Busnel susține că, deși nu îi plac întotdeauna cărțile lui Matzneff, continuă să-l invite în emisiunea sa La Grande Librairie, motivând: „[M]area diferență astăzi este că Matzneff nu mai provoacă polemică. Vremurile s-au schimbat cu adevărat”[158]. În 2017, la postul Paris Première, cronicarul David Abiker evocă „o incredibilă pulsație vitală în scriitura lui Matzneff”, care i-a „dat mereu pofta de a bea, de a citi și de a face dragoste”, chiar dacă „nu împărtășește aceleași gusturi cu el”[159]. În emisiunea Stupéfiant, difuzată pe France 2 pe 22 ianuarie 2018, jurnalistul Guillaume Auda îl confruntă pe scriitor cu propriile texte „care par să banalizeze prostituția infantilă”[159]. Pe 30 decembrie 2019, la anunțul apariției cărții Le Consentement de Vanessa Springora, în care aceasta denunță faptele lui Gabriel Matzneff, medicul și scriitorul Christian Lehmann salută faptul că, în sfârșit, „vocea victimelor, timp de ani întregi de neauzit, zdrobită de dominația masculină și de conștiința liniștită a unui cler cultural aureolat de mistica transgresiunii, vine să zguduie vechea indulgență”[160].

### Anii 2020
În anii 2020, Gabriel Matzneff este apărat în principal de Josyane Savigneau, președintă și membră a juriului premiului Femina, fosta responsabilă timp de cincisprezece ani a secțiunii Le Monde des livres, unde îl susținuse deja cu o influență majoră. După apariția cărții Le Consentement de Vanessa Springora, Savigneau își reafirmă sprijinul fără echivoc pentru Matzneff: „Nu îmi schimb părerea despre Matzneff doar pentru că a început vânătoarea de vrăjitoare. Și, cel puțin, el știe să scrie. Denise Bombardier, ce pacoste!”.
În ianuarie 2020, jurnalistul Antoine Perraud publică pe blogul său un articol intitulat Cei 40 de ani de orbire voluntară în privința lui Gabriel Matzneff. El mărturisește: „M-am înșelat în legătură cu abuzatorul Gabriel Matzneff. Am trecut sub tăcere ceea ce era mai grav, crezând că apăr libertatea, dar de fapt am apărat un prădător care se dădea drept victimă”.
Tot în ianuarie 2020, scriitorul și laureatul Premiului Goncourt Alexis Jenni publică în La Croix un text intitulat Matzneff, fericit ca o mașinărie. El scrie printre altele: „Straniu, nu este prea multă carne în aceste pagini, doar fapte, din nou fapte, schițate rapid, niciodată descrise în detaliu — mașinăria celibatarului funcționează la turație maximă. Totuși, în prefață precizează că aceste tinere care îl frecventează nu sunt interschimbabile, fiecare are caracterul său, cum se spune când ai mai mulți pisici”.
În februarie 2020, o înregistrare video din 1995 stârnește polemică: în ea, Thierry Ardisson glumește cu Frédéric Beigbeder și Gabriel Matzneff despre relații sexuale imaginare cu „fetițe de doisprezece ani și jumătate”.
În aprilie 2020, săptămânalul Lundimatin publică o analiză a operei lui Matzneff, subliniind că, în ciuda apărării sale, scriitorul nu are nicio legătură cu eliberarea sexuală și moștenirea lui Mai ’68. Redactorii asociază faptele lui cu misoginia și aristocratismul său. Ei afirmă că „a-l citi pe Matzneff este revelator, căci platitudinea stilului său, ideile fixe, repetiția circulară a unei dorințe neschimbate, fascinația față de tinerețea extremă și refuzul scurgerii timpului fac ca această dorință neschimbată să devină complet transparentă și decelabilă”.
În octombrie 2020, apare lucrarea Hélènei Merlin-Kajman, La Littérature à l’heure de #MeToo. Secțiunile dedicate lui Matzneff constituie, printre altele, o discuție argumentată cu articolul din Lundimatin. Pentru autoare, scriitura lui Matzneff „nu este deloc dialogică”, iar afectele descrise în cărțile sale oscilează doar între saturație și frustrare. În schimb, ea consideră că Le Consentement (de Springora), în care este relatat abuzul sexual al lui Matzneff asupra autoarei, reprezintă un act de deschidere și de dialog — chiar și cu Matzneff însuși. Astfel, din perspectiva ei, simpla reducere a cărților lui Gabriel Matzneff la probe într-un dosar penal și retragerea lor de la vânzare nu onorează cu adevărat demersul Vanessei Springora, care — fiind împotriva cenzurii — nu merită ca textul ei să fie redus la o simplă plângere.
Ca urmare a unei citații în justiție depuse de asociația L’Ange bleu, Matzneff ar fi trebuit să se prezinte în fața tribunalului în septembrie 2021, acuzat de apologie a pedocriminalității. Însă, în mai 2021, camera a 17-a a Tribunalului Judiciar din Paris respinge cererea, invocând o eroare de procedură.

### Arhive
Din anul 2004, arhivele lui Gabriel Matzneff sunt depuse la Institutul de Memorii Editoriale Contemporane (IMEC).

### Publicații
- Philippe Delannoy (1992). Gabriel Matzneff (ed. Éditions du Rocher⁠(d)). p. 134. ISBN 978-2-268-01400-5.
- Vincent Roy (2003). Matzneff, l'exilé absolu (ed. Michalon). p. 206. ISBN 978-2-84186-186-6.
- Gabriel Matzneff, collectif (sous la dir. de Florent Georgesco), Éditions du Sandre, 2014 ISBN: 978-2358210560
- Anne-Claude Ambroise-Rendu⁠(d) (2014). Histoire de la pédophilie. Divers Histoire (în franceză) (ed. Fayard). Paris. p. 352. ISBN 978-2-213-67232-8..
- Lisi Cori, La Petite Fille et le Vilain Monsieur : Sur Gabriel Matzneff et Le Consentement, Paris, 2021

### Articole sau părți din lucrări
- Egle Becchi (1981). L'amore dei bambini. Pedofilia e discorsi sull'infanzia. Opuscoli (în italiană) (ed. Éditions Feltrinelli⁠(d)). Milan. p. 35-36. OCLC 14507479..
- Jean Bérard (2014). „De la libération des enfants à la violence des pédophiles. La sexualité des mineurs dans les discours politiques des années 1970”. Genre, sexualité et société⁠(d) (11). doi:10.4000/gss.3134.

### Mărturii
- Vanessa Springora⁠(d) (2020). Le Consentement⁠(d) (în franceză) (ed. Éditions Grasset⁠(d)). Paris. p. 205. ISBN 978-2-246-82269-1..
- Francesca Gee (2021). L'Arme la plus meurtrière (în franceză) (ed. La Bocca della verità). Fleurance. p. 238. ISBN 979-1-069-97793-8..
- Vanessa Filho, Le Consentement, film sorti en 2023. Il s'agit de l'adaptation du livre de Vanessa Springora.